# Canon EOS 1300D
Canon EOS 1300D, znany w Ameryce jako Rebel T6 lub jako Kiss X80 w Japonii, to 18,0-megapikselowa cyfrowa lustrzanka jednoobiektywowa (DSLR) firmy Canon. Aparat został zaprezentowany w 2016 roku jako następca modelu EOS 1200D.

## Opis aparatu
Aparat został wykonany z tworzywa sztucznego i został pokryty tworzywem antypoślizgowym z chropowatą fakturą. Kluczowym dodatkiem było wprowadzenie WiFi i łączności bliskiego zasięgu (NFC) do przesyłania danych do urządzeń takich jak komputery i smartfony.
Aparat umożliwia nagrywanie filmów w rozdzielczości do Full HD 25 kl./s i wykonywanie zdjęć seryjnych 3kl./s w formacie JPEG. Posiada również dziewięciopunktowy autofokus.

## Cechy
- 18,0-megapikselowy APS-C
- 9 punktów AF z 1 punktem krzyżowym w środku
- Czułość ISO 100 – 6400 (możliwość rozszerzenia do H: 12 800)
- Obsługa zapisu RAW
- Możliwość wykonywania zdjęć zdalnie za pomocą oprogramowania producenta

## Zmiany w stosunku do1200D
- procesor obrazu DIGIC 4+ zamiast DIGIC 4
- Ekran 3,0 cala z 920 000 punktów rozdzielczość (1200D ma 460 000 punktów o tym samym współczynniku kształtu obrazu)
- WiFi i NFC